# Top-Quark
Das Top-Quark ist das schwerste bekannte Elementarteilchen. Es wurde 1995 mithilfe des Teilchenbeschleunigers Tevatron am Fermilab entdeckt. Wie alle Quarks ist das Top-Quark ein Fermion mit Spin 1⁄2, das an allen vier bekannten fundamentalen Wechselwirkungen teilnimmt und ein Antiteilchen besitzt.
Seine Masse ist weit höher als die der anderen Quarks (ca. 40-mal so hoch wie die des Bottom-Quarks, des zweitschwersten Quarks). Wegen seiner geringen mittleren Lebensdauer von 5e-25 s hadronisiert das Top-Quark nicht, es bildet im Gegensatz zu den leichteren Quarks also keine Bindungszustände mit anderen Quarks. Im Standardmodell der Teilchenphysik ist das Top-Quark das Partnerteilchen des Bottom-Quarks. Die zum Top-Quark zugehörige Flavour-Quantenzahl ist die Topness.

## Erzeugung
Wegen seiner hohen, mit einem Goldatom vergleichbaren Masse kann das Top-Quark nur bei extrem hochenergetischen Kollisionen an Teilchenbeschleunigern erzeugt werden. Dies war zuerst am Tevatron möglich, dessen Betrieb im Jahr 2011 endete. Die Untersuchung von Top-Quarks am Large Hadron Collider (LHC) begann im Jahr 2010.
Der dominante Produktionsmechanismus für das Top-Quark ist die Paarproduktion. Bei dieser werden durch die starke Wechselwirkung ein Top-Quark und ein Top-Antiquark erzeugt. Die Topness des Top-Quarks beträgt +1, während das Top-Antiquark eine Topness von −1 besitzt. Die Topness bleibt daher in der Summe erhalten. Für die Paarproduktion ist mindestens die doppelte Ruheenergie des Top-Quarks (ca. 350 GeV) als Schwerpunktsenergie erforderlich.
Top-Quarks können durch die schwache Wechselwirkung auch einzeln produziert werden (englisch single-top quark production). Dies ist zusammen mit Teilchenjets oder in Assoziation mit einem W-Boson möglich. Trotz der niedrigeren erforderlichen Schwerpunktsenergie sind die zugehörigen Wirkungsquerschnitte wegen der Beteiligung der schwachen Wechselwirkung im Vergleich zur Paarproduktion kleiner und damit schwieriger zu untersuchen.

## Zerfall

Beispiel für den Zerfall eines Top-Antitop-Paares nach einer Proton-Antiproton-Kollision

Das Top-Quark ist als einziges Quark massereicher als das W-Boson. Während beim Zerfall der leichteren Quarks das W-Boson nur als virtuelles Teilchen auftritt, zerfallen Top-Quarks in ein reelles W-Boson und ein weiteres Quark, das in 96 % der Fälle ein Bottom-Quark ist. Dies ist der Grund für seine extrem kurze Lebensdauer. Das reelle W-Boson kann anschließend hadronisch in ein Quark und ein Antiquark zerfallen, sodass insgesamt ein Bottom-Quark, ein weiteres Quark und ein Antiquark entstehen. Die relative Zerfallsbreite beträgt hierfür
{\displaystyle t\to q{\bar {q}}b\ }   (66,5 ± 1,3) %
Die (Anti-)Quarks im Endzustand hadronisieren zu Jets von Hadronen.
Bei einem leptonischen Zerfall des W-Bosons befinden sich ein geladenes Lepton, ein Neutrino und ein Bottom-Quark im Endzustand:
{\displaystyle t\to e^{+}\nu _{e}b\ }   (11,1 ± 0,3) %
{\displaystyle t\to \mu ^{+}\nu _{\mu }b\ }   (11,4 ± 0,2) %
{\displaystyle t\to \tau ^{+}\nu _{\tau }b\ }   (11,1 ± 0,9) %
Für die Zerfälle von Top-Antitop-Paaren gibt es daher je nach Zerfall der beiden W-Bosonen drei Kanäle, die in Teilchendetektoren zu unterschiedlichen Signalen führen: Im vollhadronischen Kanal zerfallen beide W-Bosonen hadronisch, während im Lepton-plus-Jet-Kanal (siehe Abbildung) ein W-Boson und im dileptonischen Kanal beide W-Bosonen leptonisch zerfallen.

## Geschichte
Im Jahr 1973 postulierten Makoto Kobayashi und Toshihide Masukawa die Existenz einer dritten Generation von Quarks. Ausgangspunkt war, eine Erklärung für die CP-Verletzung zu finden. Beide erhielten dafür 2008 den Nobelpreis für Physik.
Mit dem Bottom-Quark wurde 1977 am Fermilab das erste Quark der dritten Generation entdeckt. Die Entdeckung des Partnerteilchens Top-Quark erfolgte 1995 ebenfalls am Fermilab. Dafür wurden am Tevatron Protonen und Antiprotonen mit einer Schwerpunktsenergie von 1800 GeV zur Kollision gebracht. Durch die Experimente CDF und DØ („D-Null“) konnte die Paarproduktion von Top-Quarks nachgewiesen werden.
Bereits vor der Entdeckung des Higgs-Bosons im Jahr 2012 konnten Präzisionsmessungen der Masse des Top-Quarks zur Bestimmung einer Obergrenze für die im Standardmodell erlaubte Masse des Higgs-Bosons benutzt werden. So konnte im Jahr 2004 eine Masse des Higgs-Bosons von mehr als 251 GeV/c2 ausgeschlossen werden.
Der Nachweis der Einzelproduktion von Top-Quarks gelang 2009 ebenfalls durch CDF und DØ am Tevatron. Die Einzelproduktion von Top-Quarks in Verbindung mit einem W-Boson konnte durch die Experimente ATLAS und CMS am Large Hadron Collider in den Jahren 2012 und 2013 nachgewiesen werden. Im Jahr 2018 konnte am LHC die Produktion eines Higgs-Bosons zusammen mit einem Paar aus Top-Quark und Top-Antiquark beobachtet werden.